# 新野グラウンド
阿南市新野グラウンド（あなんしあらたのグラウンド）は、徳島県阿南市新野町にあるグラウンドである。

## 主な施設
野球1面・ソフトボール1面。
照明あり。

## 施設概要
- 利用時間：7時～18時
- 定休日：年末年始（12月29日～翌年1月3日）
- 申込先：新野公民館

|                | 午前（8時～13時）または午後（12:30～18時） | 全日（8時～18時） |
| -------------- | ------------------------------------------ | ----------------- |
| 野球場         | 2,200円                                    | 3,400円           |
| ソフトボール場 | 1,700円                                    | 3,100円           |

夜間は体育協会の各種ソフトボール大会の利用が多いとされる。

## 交通
- 新野駅より徒歩で2.8km・35分
- 新野駅より車で3.3km・7分

## 近隣にある同様の施設
- 南部健康運動公園（当施設より車で5.8km・10分）
- 桑野グラウンド（当施設より車で5.8km・10分）
- 鷲敷グラウンド（当施設より車で13.9km・19分）
- 阿南市南部ふるさとふれあい運動公園（当施設より車で7.3km・13分）